# Zegriades gracilicornis
Zegriades gracilicornis är en skalbaggsart som beskrevs av J. Linsley Gressitt 1951. Zegriades gracilicornis ingår i släktet Zegriades och familjen långhorningar. Inga underarter finns listade i Catalogue of Life.